# NGC 1505
NGC 1505 je galaksija u zviježđu Eridanu.

## Vanjske poveznice
- SEDS: NGC 1505